# Код Орбели
«Код Орбе́ли» — армяно-российский документальный фильм об известной династии учёных, армянской семье Орбели. Премьера фильма состоялась 12 марта 2012 года

## История
Фильм был снят Ашотом Джазояном и Викторией Грудинской, при поддержке Министерства культуры Республики Армения, компании Realjet и продюсерского центра «4 формата». Фильм снимался на протяжении семи месяцев. Съёмки фильма велись в Грузии, Армении и России. Премьера фильма состоялась 12 марта 2012 года в Москве, в кинотеатре «Ролан».

## Сюжет
Фильм о знаменитых братьях Орбели, выдающихся деятелях науки и культуры, каждый из которых выбрал в науке своё направление, а также об их вкладе в армяно-российское взаимодействие в области культуры и науки. Старший из братьев, Рубен, был профессором, основоположником подводной археологии в СССР. Средний, Леон, являлся одним из создателей эволюционной физиологии, академиком и вице-президентом советской Академии наук. Младший из братьев, Иосиф, почти двадцать лет возглавлял Государственный Эрмитаж, основал Академию наук Армении и был её первым президентом

## Показы по ТВ
- 20 марта 2012 года — телеканал «Культура». Первый показ фильма. Приурочен к 125-летию со дня рождения младшего из братьев Орбели — Иосифа.
- 5 июня 2012 года — телеканал «Культура». Второй показ. Посвящён 130-летию со дня рождения среднего брата — Леона Орбели[1]